# El Soleràs
El Soleràs település Spanyolországban, Lleida tartományban. El Soleràs El Cogul, L'Albagés, Els Torms, La Granadella és Granyena de les Garrigues községekkel határos. Lakosainak száma 310 fő (2024).

## Népesség
A település népessége az utóbbi években az alábbiak szerint változott:
| Lakosok száma | 57   | 868  | 870  | 659  | 511  | 407  | 398  | 359  | 332  | 310  |
|               | 1717 | 1887 | 1936 | 1960 | 1986 | 2004 | 2009 | 2014 | 2019 | 2024 |